# 공룡능선
설악산 공룡능선(雪嶽山 恐龍稜線)은 강원특별자치도 설악산 마등령에서 무너미고개까지의 능선이며 한국의 화강암 지형이다. 2013년 3월 11일 대한민국의 명승 제103호로 지정되었다.

## 개요
공룡능선은 외설악과 내설악을 남북으로 가르는 설악산의 대표적인 능선으로서, 그 생긴 모습이 공룡의 등 모습과 비슷하여 공룡릉(恐龍稜)이라 불린다. 공룡릉은 보통 마등령에서부터 희운각대피소 앞 무너미고개까지의 능선구간을 가리킨다. 속초시와 인제군의 경계이기도 하다.
마등령에서 신선암까지 능선을 가리키며, 공룡능선은 영동·영서를 분기점으로 구름이 자주 끼는 등 기상변화가 시시각각 변한다. 내설악과 외설악을 가르는 설악의 중심 능성이며, 내설악의 가야동계곡, 용아장성을 한눈에 바라볼 수 있을 뿐 아니라 외설악의 천불동계곡부터 동해 바다까지 시원하게 펼쳐진 절경을 볼 수 있는 곳이다. 공룡능선은 생긴 모습이 공룡의 등이 용솟음치는 것처럼 힘차고 장쾌하게 보인다 하여 붙여진 이름이다. 구름이 휘감은 공룡능선의 모습은 마치 신선의 영역을 보는듯한 초절정의 아름다운 경치를 보여준다. 국립공원 100경 중 제1경일 정도로 아름답고 웅장하며, 신비로운 경관을 보여준다.

### 지질
공룡능선의 화강암은 중생대 백악기의 설악산 화강암에 해당한다.

## 봉우리

### 나한봉
높이 1,298 m의 봉우리로, 공룡능선의 북쪽 부분(마등령 근처)에 위치한 봉우리이다.

### 큰새봉
나한봉과 1275봉 사이에 위치한 봉우리이다.

### 1275봉
높이 1,275 m의 봉우리로, 공룡능선의 중심 부분에 위치해 있는 봉우리이다.

### 신선봉
공룡능선의 남쪽(무너미고개 근처)에 위치한 봉우리이다.

## 참고 자료
- 공룡능선 - 국가유산청 국가유산포털